# Richard Westall

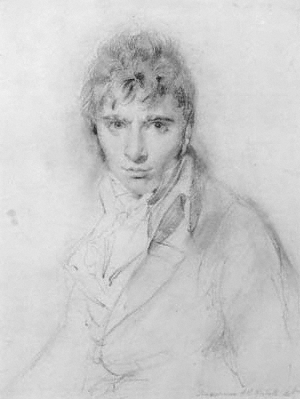
Retrato de Richard Westall (c. 1790), obra de Thomas Lawrence.

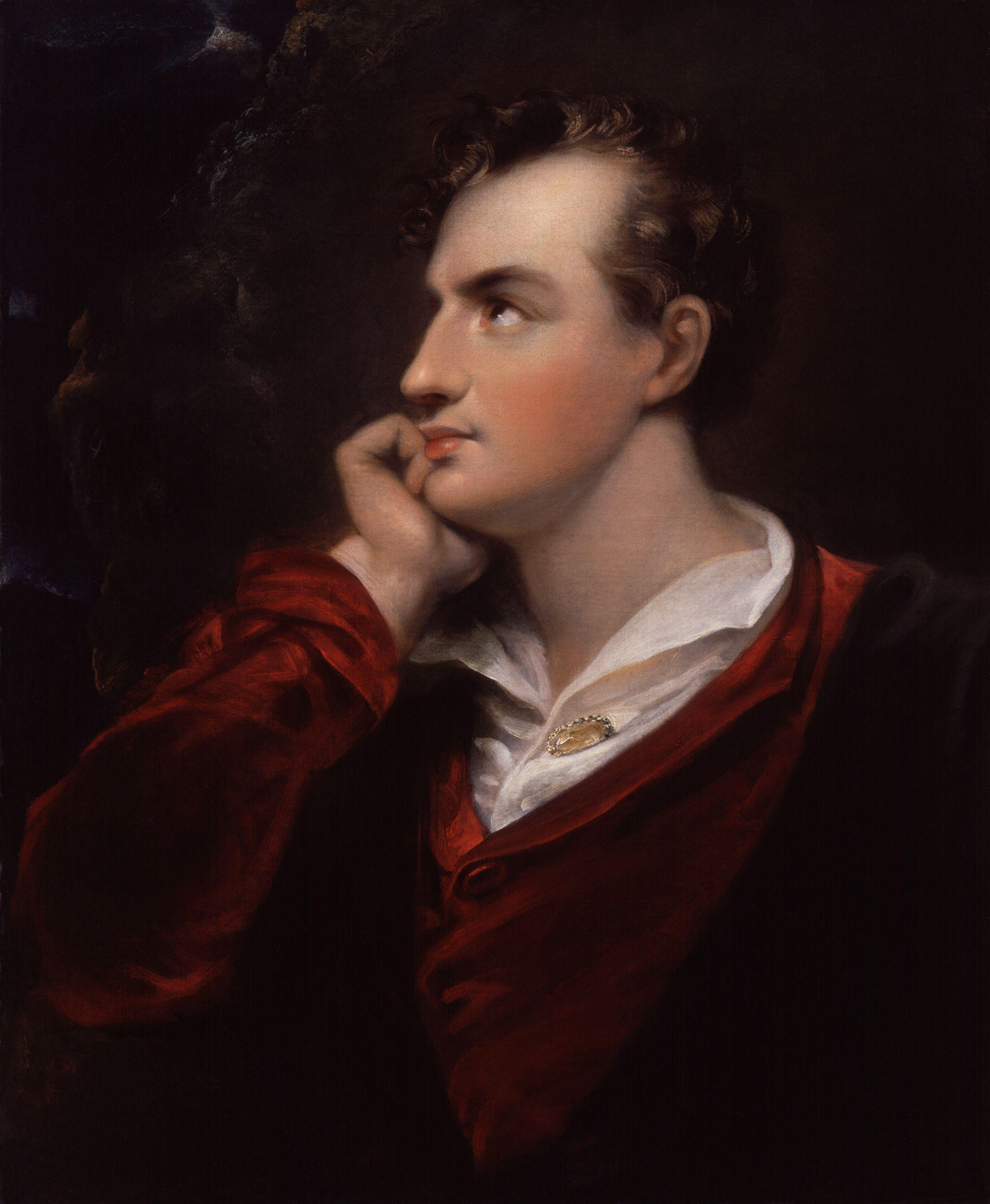
Lord Byron, Galería Nacional de Retratos, Londres.

Richard Westall (Reepham, cerca de Norwich el 2 de enero de 1765 – Londres, el 4 de diciembre de 1836). Fue un pintor inglés, famoso por sus retratos (especialmente por los que realizó a Lord Byron) y por sus pinturas de historia o sobre asuntos literarios. Era el hermanastro mayor de otro famoso pintor, William Westall, especializado en paisajes. Richard llegó a ser profesor de dibujo de la princesa Victoria (que luego reinaría con el nombre de Victoria I).

## Biografía
Su padre, Benjamin Westal, procedía de Norwich, ciudad en la que fue bautizado Richard, en la iglesia de Todos los Santos. En 1772, Richard se trasladó a Londres, tras la muerte de su madre y la bancarrota de su padre. Fue aprendiz de un grabador de piezas heráldicas hasta que consiguió pintar para John Alefounder.
El 10 de diciembre de 1785 comenzó a estudiar en la Royal Academy School of Arts. Expuso regularmente en la Academia entre 1784 y 1836. En 1794 fue elegido académico. 
Entre 1790 y 1795 Westall compartió con el pintor Thomas Lawrence una casa situada en el número 57 de Greek Street, en la esquina de la plaza del Soho. Cada uno de los artistas colocó su nombre sobre una de las entradas.
Sus obras –muchas de ellas acuarelas– despertaron gran interés en los últimos años del siglo XVIII. El escritor y teórico del arte Richard Payne Knight consideraba que Richard Westall estaba llamado a ser una de las figuras principales del pintoresquismo.

## Pintura de historia y religiosas

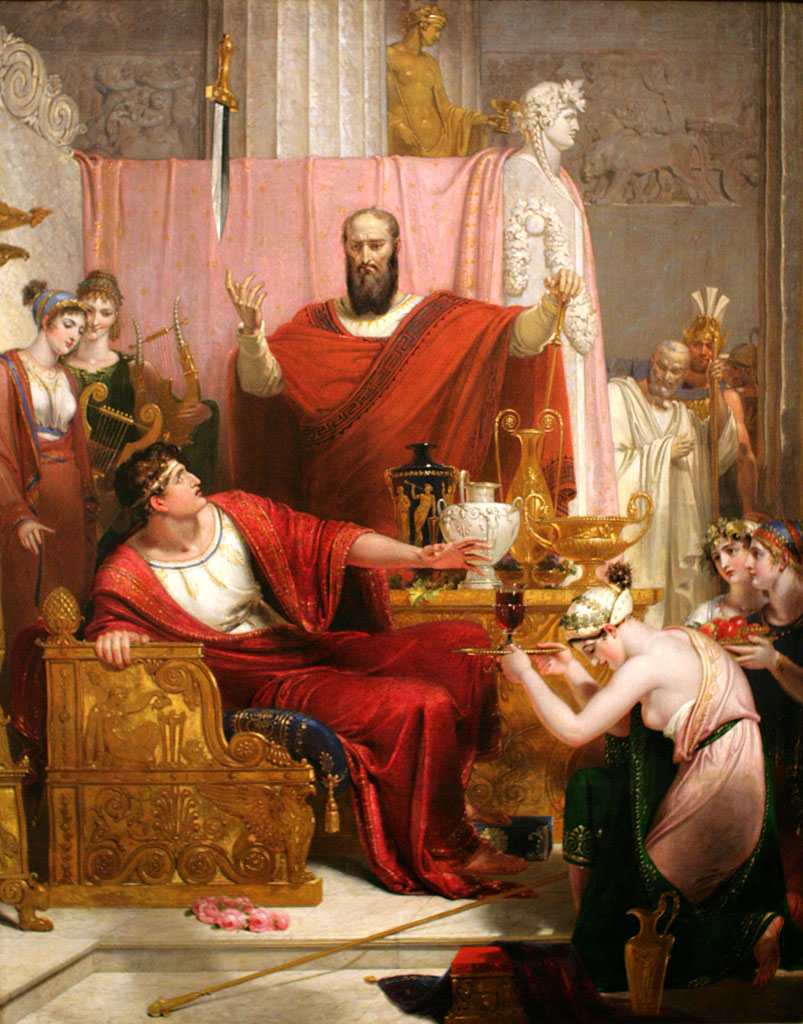
La espada de Damocles (1812), óleo de Westall. Museo de Arte Ackland, Universidad de Carolina del Norte en Chapel Hill, Estados Unidos.

Pintó obras en estilo neoclásico para la Galería Boydell Shakespeare de John Boydell y para la Galería Milton de Henry Fuseli.
Sus obras históricas tuvieron gran éxito. Su pintura John Milton y sus hijas pasó a formar parte del Museo Soane de Londres. En el Museo Marítimo Nacional están varias escenas de la vida del almirante Nelson pintadas por Westall.
Su óleo Cristo con la corona de espinas está en el altar de la iglesia anglicana de Todas las Almas, en Langham Place, Londres.

## Retratos
En su obra como retratista muestra un estilo similar al de Lawrence. Entre otros personajes, retrató a la princesa Victoria y al escritor Richard Ayton (quien era amigo y colaborador del cuñado de Westall, el pintor paisajista William Daniell). Las obras más famosas de Westall son precisamente los retratos que realizó del poeta romántico Lord Byron. Uno de ellos se exhibe en la Galería Nacional de Retratos de Londres, otro en Hughenden Manor y un tercero en la Cámara de los Lores.

## Ilustración editorial
Westall se dedicó también a la ilustración de libros de ficción y de poesía e incluso (junto a John Martin) de la Biblia. Entre otras, ilustró obras de Walter Scott, Oliver Goldsmith, William Cowper y Thomas Gray. Las ediciones de John Boydell de las obras de Shakespeare y de John Milton llevaban ilustraciones de Westall, cuya obra era muy apreciada por Lord Byron. 